# Akkeshi
Akkeshi (japanska: 厚岸町?, Akkeshi-chō) är en landskommun (köping) i Hokkaido prefektur i Japan. Den ligger vid Akkeshibukten. Akkeshi är känt för sina ostron, som odlas i sjön och bukten, och Akkeshi är ett av två huvudområden för ostronodling på Hokkaido (det andra är Saromasjön). Ostron från Akkeshi marknadsförs under namnet "Kaki-Emon".
Den animerade filmen När Marnie var där har hämtat inspiration från miljöer i Akkeshi. 